# トニー・オーランド&ドーン

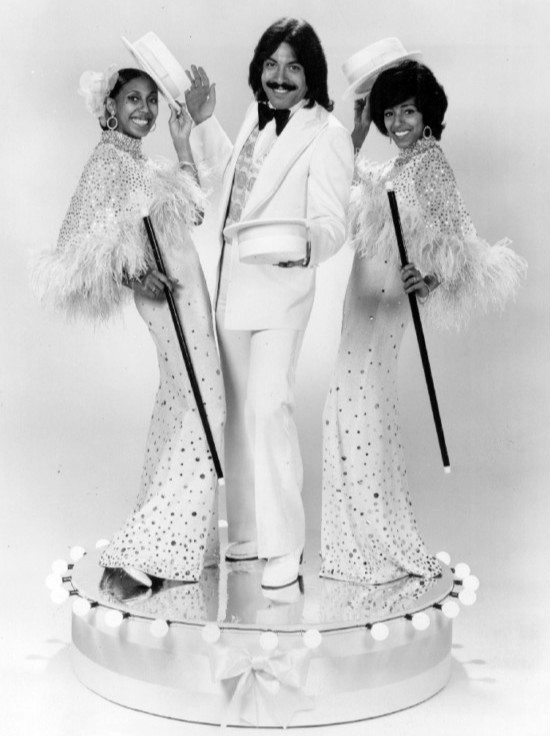
左から、ジョイス・ヴィンセント・ウィルソン、トニー・オーランド、テルマ・ホプキンス

トニー・オーランド&ドーン（Tony Orlando & Dawn）、もしくはドーン（DawnもしくはDawn featuring Tony Orlando）はアメリカのポップスグループ。「幸せの黄色いリボン」や「ノックは3回（Knock Three Times）」などを歌った。

## 略歴
トニー・オーランド（Tony Orlando、本名：Michael Anthony Orlando Cassavitis、1944年4月3日 - ）は1961年から歌手として活動していたが、スタジオ・シンガーとしての仕事が主だった。後にCBSレコード系の音楽出版社に勤務した。
このときに「恋するキャンディダ（Candida）」のデモテープを制作したところ評判となり、1970年に「ドーン」（Dawn）名義でリリース。「恋するキャンディダ」は、ビルボード（Billboard）誌で、1970年10月3日に週間ランキング最高位の第3位を獲得。ビルボード誌1970年年間ランキングは第18位だった。
これを切っ掛けにしてオーランドは歌手に復帰。オーランドはテルマ・ホプキンスとジョイス・ヴィンセント・ウィルソンをバックコーラスにして、ポップスグループ・ドーン（Dawn）を結成。1971年には「ノックは3回（Knock Three Times）」」をリリース。「ノックは3回」は、ビルボード誌で、1971年1月23日から3週間週間ランキング第1位を獲得。ビルボード誌1971年年間ランキングでは第10位だった。
1973年にドーンは「Dawn featuring Tony Orlando」名義で「幸せの黄色いリボン」をリリース。「幸せの黄色いリボン」は、ビルボード誌で、1973年4月21日から4週間、週間ランキング第1位を獲得。ビルボード誌1973年年間ランキングでも第1位だった。ビルボード誌の集計では、ドーン最大のヒット曲となった。
ニューヨーク・ポスト紙のピート・ハミルは1971年にコラム「Going Home」を同類の口頭伝承を元にして書いており、「幸せの黄色いリボン」の歌詞はこのコラムから作成したと提訴、被告側の調査でハミル以前にもこの伝承をまとめた文献があることが示され、訴訟は取り下げられた。刑期を終えて出所した男がバスに乗って妻のいる家に帰ろうとする。もし妻が待っているなら庭の木に黄色いリボンを結んでくれるはずだが、なければ・・・という内容である。親しみやすいメロディーとともに、この歌詞が人々の共感を呼び、アメリカではこの年一番のヒット曲となった。
この曲はその後ポップスのスタンダードとなり、フランク・シナトラをはじめ多くの歌手にカバーされた。日本でもヒットし、山田洋次監督の映画「幸福の黄色いハンカチ」では、同曲がハミルのコラムを知るきっかけになり、後年同映画のリメイク版が放映されたときには、挿入歌として使用された。大阪ガスやキリン一番搾りなどのCMでも使用された。
同年、ドーンは「トニー・オーランド&ドーン」（Tony Orlando & Dawn）名義で「嘆きのジプシー・ローズ（Say,Has Anybody Seen My Sweet Gypsy Rose）」をリリース。「嘆きのジプシーローズ」は、ビルボード誌では1973年9月15日に週間ランキング最高位の第3位を獲得。ビルボード誌1973年年間ランキングでは第34位だった。「いちご畑のサリーちゃん」、「夜のブギ・ウギ・パーティー」などの楽曲もヒットさせた。
1975年、トニー・オーランド&ドーンは「恋のシーソー・ゲーム（He Don't Love You (Like I Love You)」をリリース。「恋のシーソー・ゲーム」はビルボード誌で、1975年5月3日から3週間、週間ランキング第1位を獲得。ビルボード誌1975年年間ランキングは第18位だった。さらに「ルッキング・マイ・アイズ」や「キューピッド」なども発表。